# مثل من ينصت للمطر
مثل من ينصت للمطر ديوان شعري مترجم لمؤلفه أوكتافيو باث عن دار أزمنة للنشر والتوزيع يناير 2015، صدر باللغة الإسبانية (Como quien oye llover) عام 1979. يُعد هذا العمل من أبرز ما كتبه أوكتافيو باث في مرحلته الشعرية الناضجة، ويعكس اهتمامه بالزمن، والصمت، والعلاقة العميقة بين الجسد واللغة، في إطار تأملي حميم. تُرجم إلى عدة لغات عالمية، نظرًا لمكانته الأدبية البارزة وفوزه بجائزة نوبل للآداب عام 1990. من أبرز الترجمات تلك الصادرة باللغة الإنجليزية عن دار New Directions ضمن مجموعة The Collected Poems of Octavio Paz (1957–1987)، بترجمة إليوت وينبرغر وآخرين. كما تُرجم إلى الفرنسية وصدرت مختارات من شعره عن دور نشر مختلفة من بينها Éditions Gallimard، وإلى الإيطالية والألمانية والبرتغالية ضمن مختارات شعرية تناولت أعماله الكاملة أو أبرز قصائده. كما تُرجم إلى الروسية واليابانية والفارسية في إصدارات متفرقة. أما النسخة العربية، فقد صدرت عن دار أزمنة للنشر والتوزيع في عمّان، عام 2015، وجاءت ضمن سلسلة تهدف إلى التعريف بأبرز الأصوات الشعرية العالمية المعاصرة.

## نبذة
يُجسّد الديوان تجربة باث الشعرية التي تمتاز بالتأمل الفلسفي والتكثيف الجمالي، حيث تتقاطع فيه موضوعات الوجود والزمن والحب واللغة والرغبة، وهو ما ينعكس في نبرة القصائد التي تمزج بين البوح الداخلي والانفتاح على الكوني.
وهو ديوان يعكس انتقالًا واضحًا في تجربة أوكتافيو باث نحو لغة شعرية فلسفية تأملية، حيث لا ينصب اهتمامه على سرد الحب أو الذكريات فحسب، بل على صياغة "لحظة شعرية" حية تتكوّن من تداخل الحواس والوعي الزمني. كما يرى الناقد Ulises Huete في Revista Carátula، فإن باث يدمج التأمل داخل الحياة اليومية — المدينة، البيت، الطبيعة — ليحول الأحاسيس العابرة إلى "فعالية شاعرية" تتجلّى في لغة مشحونة بالرمزية والحواس، وينشأ نص يأخذ شكل تأمل حيّ في الحب، الغياب، والوجود.

## دلالة العنوان
«As One Listens to the Rain» (Como quien oye llover) هو عنوان قصيدة للشاعر، حول فيها عبارة عامية مكسيكية تعني الإنصات غير المركز إلى تجربة إنصات شعورية تأمّلية، حيث يُفهم المطر لا كصوت منفصل، بل كـ"ماء هو هواء"، كوقت بلا وزن، وكصوت يمتدّ عبر الحس والذاكرة. ضوضاء الانتباه النشط، ويصوّر القصيدة كدعوة إلى الانخراط العميق مع الزمن، الحبيب، والصدمة الوجودية في اللحظة.

## الأسلوب
تتسم لغة الديوان بالرمزية والشفافية، والانسياب الموسيقي الذي يعكس تجربة حسية ووجودية في آنٍ معاً. ينتمي هذا النص إلى مرحلة النضج الشعري لدى باث، حيث يتحوّل الشعر إلى أداة للإنصات الداخلي، ولتجسيد العلاقة بين الجسد، الزمن، واللغة.وتعكس انشغال باث بقضايا الهوية والآخر والمعنى، في إطار شعري متأثر بالثقافات الشرقية والتصوف، وهو ما يميز مجمل تجربته الإبداعية التي منحته مكانة بارزة في الشعر العالمي، وتوجت بحصوله على جائزة نوبل في الأدب عام 1990.
يتّسم الأسلوب بعدة خصائص فنية بارزة، من أبرزها التكرار البنيوي والإيقاعي، حيث يوظّف باث التكرار كأداة لإنتاج إيقاع داخلي هادئ ومتواصل، يُحاكي تساقط المطر ذاته. ويتجلّى ذلك في تكرار العبارة المفتاحية: "أصغي إليّ، كما يُنصت أحدهم إلى المطر"، التي تمنح النص بُنية موسيقية تنسجم مع طابعه التأملي.
تعتمد لغة باث كذلك على التركيز الحسي العالي، من خلال استخدام مفردات ترتبط بالحواس مثل السمع واللمس والرائحة، وتظهر في صور شعرية مثل: "أصابعك المائية"، "أصابع من لهب"، "أجفان الزمن". وتُسهم هذه الصور في تحويل التجربة العاطفية إلى مشهد شعري يتجاوز الواقع الملموس.
ويوظف فيه بناء تأمليا مفتوحا، حيث تتداخل مفاهيم الحب، والغياب، والذاكرة، واللغة ضمن فضاء شعري صوفي الطابع. كما يتميّز أسلوب باث بوضوح الانزياحات اللغوية، من خلال تفكيك الجمل المألوفة وإعادة تشكيلها بصيغ مبتكرة، ما يفتح النص على تعدّد المعاني والتأويلات.

## الحب عند أوكتافيو
في ديوان «مثل من يُنصت للمطر» (Como quien oye llover)، يُجسّد الشاعر المكسيكي أوكتافيو باث مفهومًا فريدًا للحب، يتجاوز فيه البُعد الإيروسي التقليدي نحو تجربة تأمليّة ووجودية تتداخل فيها الحواس واللغة والزمن. لا يُقدَّم الحب في هذا النص كعلاقة جسدية أو عاطفية فحسب، بل كحالة إنصات داخلي، شبيهة بالإنصات إلى المطر: فعل صامت، متواصل، وشفّاف. تتحوّل الذات المُحِبَّة في شعر باث إلى كيان يستقبل الآخر لا بالسيطرة أو التملّك، بل بالانفتاح الكامل على حضوره وغموضه، في فضاء شعري يتبدّد فيه الفاصل بين الجسد واللغة. وتُمثل الصور الحسية (أصابع الماء، أجفان الزمن، الليل المتساقط) تجلّيات رمزية لهذا الحب، الذي يُصبح بحثًا عن وحدة روحية تتجاوز الكلمات والصور المألوفة. وقد أشار الباحث نورمان مارين كالديرون إلى أن هذا النص يندرج ضمن ما وصفه بـ"جغرافيا الحب" لدى باث، حيث تتحول القصيدة إلى وسيط للانكشاف والتجلّي، ويصبح الحبيب انعكاسًا للذات والكون في آنٍ معًا.

## كتب عن بعض المقاطع
وفقًا لتحليل نشره موقع Poetryverse، فإن القصيدة تمثل "دعوة إلى الإنصات المتأمّل"، من خلال طريقة استماع تختلف عن الانتباه النشط، بل هي انقلاب لطريقة الفهم التقليدية نحو حالة وجودية هادئة ومندمجة تمامًا مع اللحظة
"تعبر الشارع وتدخل جبهتي، / خطوات الماء على عينيّ"، يشير الشاعر إلى الاندماج بوضوح، حيث يُصبح الآخر جزءًا لا يتجزأ من وعي المتكلم وإدراكه. وهذا يُشير إلى أن الفهم والتواصل الحقيقيين ينطويان على استعدادٍ لتجاوز حدود الذات واحتضان الآخر.
من جانبه، يوضح الناقد بول وينفيلد (Paul Weinfield) أنّ باث يحوّل العبارة الشعبية المكسيكية “as one listens to the rain” — التي تعبّر عن الاستماع دون تركيز كبير — إلى استراتيجية شعورية للتواصل العميق؛ فهو يدعو القارئ أو الحبيبة إلى الإنصات له “كَمَنْ يَنصتُ إلى المطر: بلا انتباه، بلا تشتت” .
هذا التشكيل اللغوي يُسهم في فتح "مرآة" للوعي الداخلي، حيث يصبح المطر رمزًا للزمن المتسرب من دون وزن، ولصدمة الشعور العميق الخالي من الصخب .
يقول المترجم سعيد بن عبد الواحد عن أكتافيو أن دواوينه الشعرية تبين عمق فكره الذي يصهر في تناغم تام عمق الفكر الشرقي وعبقرية الإنسان المكسيكي. ووحتى قصصه القليلة التي كتبها تتميز بشعرية عالية واشتغال كبير على الرمز والإيحاء

## اقتباسات
"أصغِ إليّ، كما يُصغي أحدهم إلى المطر،
لا بانتباه، لا بشرود."
"أصابعك المائية تُبلّل جبهتي،
أصابعك النارية تُلهب عينيّ،
أصابعك الهوائية تفتح أجفان الزمن."
"الليل يمشي في الغرفة،
والجدران تنصت إلى الصمت."
"لسنا اثنين،
ولا واحداً.
نحن مرآتان،
تتواجهان."
"كل شيء مظلم
وبلا أبواب
وحدها خطاي تعرفني"
"أكبر من الليل أنتِ بينما تنامين،
لكن حلمكِ على مقاس الغرفة" 

"إن كنت وثبة الريح… فأنا النار الدفينة"